# Proporción de masa extrema inspiral

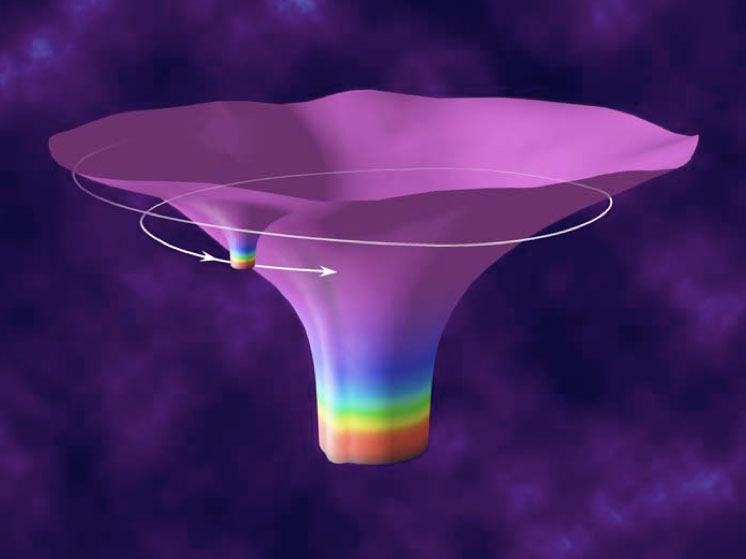
Impresión artística del espacio-tiempo generado por una proporción de masa extrema inspiral.

En astrofísica, una proporción de masa extrema inspiral (EMRI) es la órbita de un objeto relativamente ligero alrededor de un objeto mucho más pesado (por un factor de 10.000 o más), que decae de forma gradual debido a la emisión de ondas gravitacionales. Es probable encontrar estos sistemas en los centros de las galaxias, donde se pueden hallar objetos compactos de masa estelar, como agujeros negros estelares y estrellas de neutrones, orbitando un agujero negro supermasivo. En el caso de un agujero negro en órbita alrededor de otro agujero negro, se trata de un agujero negro binario de proporción de masa extrema. El término EMRI suele utilizarse como abreviatura para denotar la forma de onda gravitacional emitida, así como la órbita misma.
La razón principal del interés científico en EMRI es que es una de las fuentes más prometedoras para la astronomía de ondas gravitacionales, utilizando futuros detectores basados en el espacio como el Laser Interferometer Space Antenna (LISA). Si tales señales son detectadas con éxito, permitirán mediciones precisas de la masa y el momento angular del objeto central, lo que a su vez proporciona una entrada crucial para los modelos para la formación y evolución de agujeros negros supermasivos. Además, la señal de onda gravitacional proporciona un mapa detallado de la geometría espacio-tiempo que rodea al objeto central, lo que permitiría pruebas sin precedentes de las predicciones de la relatividad general en el fuerte régimen de gravedad.

## Visión general

### Potencial científico

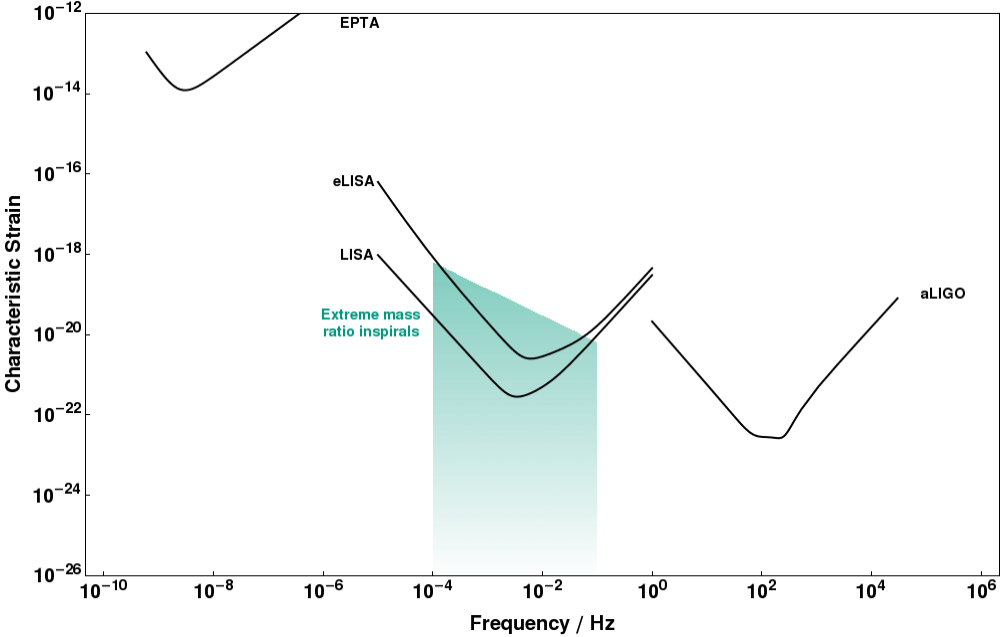
Tensión característica de las señales EMRI en función de la frecuencia. Se encuentran en la zona sensible para detectores espaciales como LISA o eLISA, pero fuera de la zona para detectores terrestres como LIGO (aLIGO) o pulsar timing arrays como el European Pulsar Timing Array (EPTA).

Si se detecta con éxito, la señal de onda gravitacional de un EMRI llevará una gran cantidad de datos astrofísicos. Los EMRI evolucionan lentamente y completan muchos ciclos antes de sumergirse (~10.000). Por lo tanto, la señal de onda gravitacional codifica un mapa preciso de la geometría espacio-tiempo del agujero negro supermasivo. En consecuencia, la señal puede utilizarse como una prueba precisa de las predicciones de la relatividad general en el régimen de la gravedad fuerte; un régimen en el que la relatividad general no ha sido testeada en absoluto. En particular, es posible probar la hipótesis de que el objeto central es en realidad un agujero negro supermasivo de alta precisión que mide el momento cuadrupolar del campo gravitacional con una precisión de una fracción de un porcentaje.
Además, cada observación de un sistema EMRI permitirá la determinación precisa de los parámetros del sistema, esto incluye:
- la masa y el momento angular del objeto central con una precisión de 1 en 10.000. Al recopilar las estadísticas de la masa y el momento angular de un gran número de agujeros negros supermasivos, debería ser posible responder a las preguntas sobre su formación. Si el momento angular de los agujeros negros supermasivos es grande, entonces probablemente adquirieron la mayor parte de su masa absorbiendo gas de su disco de acreción. Los valores moderados del momento angular indican que lo más probable es que el objeto se forme a partir de la fusión de varios objetos más pequeños con una masa similar, mientras que los valores bajos indican que la masa ha crecido al absorber objetos más pequeños provenientes de direcciones aleatorias.

- La masa del objeto en órbita con una precisión de 1 en 10.000. La población de estas masas podría dar una visión interesante de la población de objetos compactos en los núcleos de las galaxias.

- La excentricidad (1 en 10.000) y el (coseno de la) inclinación (1 en 100-1000) orbital. Las estadísticas de los valores relativos a la forma y orientación de la órbita contienen información sobre la historia de la formación de estos objetos. (Ver la sección de Formación más abajo).

- La distancia de luminosidad (5 en 100) y la posición (con una precisión de 10-3 estereorradianes) del sistema. Debido a que la forma de la señal codifica los otros parámetros del sistema, sabemos cuán fuerte era la señal cuando fue emitida. En consecuencia, se puede inferir la distancia del sistema desde la fuerza observada de la señal (ya que disminuye con la distancia recorrida). A diferencia de otros medios para determinar distancias del orden de varios miles de millones de años luz, la determinación es completamente autónoma y no se basa en la escalera de distancias cósmicas. Si el sistema puede ser emparejado con una contraparte óptica, entonces esto proporciona una forma completamente independiente para determinar la Ley de Hubble-Lemaître a distancias cósmicas.

- Testear la validez de la conjetura de Kerr. Esta hipótesis establece que todos los agujeros negros son agujeros negros en rotación de tipo Kerr o Kerr-Newman.

## Formación
Actualmente se piensa que los centros de la mayoría de las (grandes) galaxias consisten en un agujero negro supermasivo de 106 a 109 masas solares (M☉) rodeado por un cúmulo de 107 a 108 estrellas de tal vez 10 años luz de diámetro llamado núcleo. Las órbitas de los objetos alrededor del agujero negro supermasivo central son continuamente perturbadas por interacciones de dos cuerpos con otros objetos en el núcleo, cambiando la forma de la órbita. Ocasionalmente, un objeto puede pasar lo suficientemente cerca del agujero negro supermasivo central para que su órbita produzca grandes cantidades de ondas gravitacionales, lo que afecta significativamente a la órbita. Bajo condiciones específicas, esa órbita puede convertirse en una EMRI.
Para convertirse en una EMRI, la reacción de retroceso de la emisión de ondas gravitacionales debe ser la corrección dominante de la órbita (comparada, por ejemplo, con las interacciones entre dos cuerpos). Esto requiere que los objetos en órbita pasen muy cerca del agujero negro supermasivo central. Una consecuencia de esto es que el objeto inspiral no puede ser una gran estrella pesada porque será despedazada por las fuerzas de la marea.
Sin embargo, si el objeto pasa demasiado cerca del agujero negro supermasivo central, hará una inmersión directa a través del horizonte de sucesos. Esto producirá una breve y violenta ráfaga de radiación gravitacional que sería difícil de detectar con los observatorios actualmente planificados. [nb 1] Por consiguiente, la creación de EMRI requiere un fino equilibrio entre los objetos que pasan demasiado cerca y demasiado lejos del agujero negro supermasivo central. Actualmente, las mejores estimaciones son que un típico agujero negro supermasivo de 106 M☉, capturará un EMRI una vez cada 106 a 108 años. Esto hace que sea improbable presenciar un evento así en nuestra Vía Láctea. Sin embargo, un observatorio de ondas gravitacionales basado en el espacio como LISA será capaz de detectar eventos EMRI hasta distancias cosmológicas, llevando a una tasa de detección esperada de entre unos pocos y unos pocos miles por año.
Las EMRIs creadas de esta manera tienden a tener excentricidades muy grandes (e > 0,9999). Las órbitas iniciales de alta excentricidad también pueden ser una fuente de ondas gravitacionales, que emiten una corta ráfaga a medida que el objeto compacto pasa a través de la periapsis. Estas señales de ondas gravitacionales se conocen como ráfagas de proporción de masa extrema. A medida que la órbita se encoge debido a la emisión de ondas gravitacionales, se vuelve más circular. Cuando se ha reducido lo suficiente como para que las ondas gravitacionales se vuelvan lo suficientemente fuertes y frecuentes como para ser detectadas continuamente por LISA, la excentricidad típica será de alrededor de 0,7. Puesto que se espera que la distribución de los objetos en el núcleo sea esféricamente simétrica (aprox.), es de esperar que no haya correlación entre el plano inicial del inspiral y el espín de los agujeros negros supermasivos centrales.
En 2011, se descubrió un importante impedimento para la formación de EMRIs. La "Barrera Schwarzschild" es un límite superior a la excentricidad de las órbitas cerca de un agujero negro supermasivo. La dispersión gravitacional es impulsada por los pares de la distribución ligeramente asimétrica de la masa en el núcleo ("relajación resonante"), lo que resulta en una caminata aleatoria en la excentricidad de cada estrella. Cuando su excentricidad se hace suficientemente grande, la órbita comienza a sufrir un efecto geodésico y la eficacia de los pares se apaga. Hay una excentricidad crítica, en cada valor del semieje mayor, en la que las estrellas se "reflejan" de vuelta a excentricidades más bajas. Puede ocurrir una penetración en la barrera, pero la tasa de producción de EMRIs es mucho más baja de lo que se esperaría en ausencia de la barrera. Las estimaciones de la tasa EMRI hechas antes de 2011 ignoraron este efecto.
Dos años más tarde, sin embargo, se comprendió que el papel del espín del agujero negro supermasivo central en este asunto puede ser crucial. Durante mucho tiempo se ha creído que cualquier EMRI que se origine más allá de un cierto radio crítico de alrededor de una centésima parte de un parsec se dispersaría de la órbita de captura o se hundiría directamente en el agujero negro supermasivo en una órbita extremadamente radial. Estos acontecimientos darían lugar a una o varias explosiones, pero no a un conjunto coherente de miles de ellas. De hecho, al tomar en cuenta el espín, se demostró que estas órbitas de captura no se hunden, sino que acumulan miles de ciclos en la banda del detector. Dado que están impulsados por la relajación de dos cuerpos, que es caótica por naturaleza, ignoran la barrera de Schwarzchild y no están bloqueados. Además, dado que se originan en el grueso de la distribución estelar, las tasas son mayores. Además, debido a su mayor excentricidad, son más fuertes, lo que aumenta el volumen de detección. Por lo tanto, se espera que las EMRI se originen a estas distancias y que dominen los tipos, contrariamente a las EMRI que se originan a partir de una centésima parte de un parsec, las que se encuentran bloqueadas.

### Alternativas
Se conocen varios procesos alternativos para la producción de EMRIs. Una posibilidad sería que el agujero negro supermasivo central capturara un objeto pasajero que no está ligado a él. Sin embargo, la ventana donde el objeto pasa lo suficientemente cerca del agujero negro central para ser capturado, pero lo suficientemente lejos para evitar sumergirse directamente en él, es extremadamente pequeña, lo que hace poco probable que dicho evento contribuya significativamente a la tasa de eventos esperada.
Otra posibilidad está presente si el objeto compacto ocurre en un sistema binario ligado con otro objeto. Si tal sistema pasa lo suficientemente cerca del agujero negro supermasivo central, es separado por las fuerzas de marea, expulsando uno de los objetos del núcleo a alta velocidad mientras que el otro es capturado por el agujero negro central con una probabilidad relativamente alta de convertirse en un EMRI. Si más del 1% de los objetos compactos en el núcleo se encuentran en binarios, este proceso puede competir con la imagen "estándar" descrita anteriormente. Los EMRIs producidos por este proceso tienen una baja excentricidad, llegando a ser casi circulares en el momento en que son detectables por LISA.
Una tercera opción es que una estrella gigante pase lo suficientemente cerca del agujero negro masivo central para que las capas externas sean eliminadas por las fuerzas de la marea, después de lo cual el núcleo restante puede convertirse en una EMRI. Sin embargo, es incierto si el acoplamiento entre el núcleo y las capas externas de las estrellas gigantes es lo suficientemente fuerte como para que el despojo tenga un efecto significativo en la órbita del núcleo.
Por último, los agujeros negros supermasivos suelen ir acompañados de un disco de acreción de materia en espiral hacia el agujero negro. Si este disco contiene suficiente materia, las inestabilidades pueden colapsar para formar nuevas estrellas. Si son lo suficientemente masivos, pueden colapsar para formar objetos compactos, que están automáticamente en trayectoria para convertirse en un EMRI. Las proporciones de masa extrema inspiral creadas de esta manera se caracterizan por el hecho de que su plano orbital está fuertemente correlacionado con el plano del disco de acreción y el espín del agujero negro supermasivo.

### Proporción de masa extrema inspiral
Además de los agujeros negros estelares y los agujeros negros supermasivos, se especula que también exista una tercera clase de agujeros negros de masa intermedia con masas entre 102 y 104 M☉. Una forma en que éstos podrían formarse es a través de una serie de colisiones de estrellas en un joven cúmulo de estrellas. Si tal cúmulo se forma dentro de los mil años luz del núcleo galáctico, se hundirá hacia el centro debido a la fricción dinámica. Una vez lo suficientemente cerca, las estrellas son despojadas a través de las fuerzas de la marea y el agujero negro de masa intermedia puede continuar en un inspiral hacia el agujero negro supermasivo central. Un sistema de este tipo con una relación de masa de alrededor de 1000 se conoce como una proporción de masa intermedia inspiral (IMRI, por sus siglas en inglés). Existen muchas incertidumbres en cuanto a la frecuencia que se espera para tales eventos, pero algunos cálculos sugieren que puede haber hasta varias decenas de estos eventos detectables por LISA al año. Si estos eventos ocurren, resultarán en una señal de onda gravitacional extremadamente fuerte, que puede ser detectada fácilmente.
Otra posible manera de formar una proporción de masa intermedia inspiral es que un agujero negro de masa intermedia en un cúmulo globular capture un objeto compacto de masa estelar a través de uno de los procesos descritos anteriormente. Dado que el objeto central es mucho más pequeño, estos sistemas producirán ondas gravitacionales con una frecuencia mucho mayor, abriendo la posibilidad de detectarlas con la próxima generación de observatorios basados en la Tierra, tales como Advanced LIGO y Advanced VIRGO. Aunque las posibilidades de que ocurran estos eventos son extremadamente inciertas, algunos cálculos sugieren que Advanced LIGO puede ver varios de ellos por año.

## Modelo

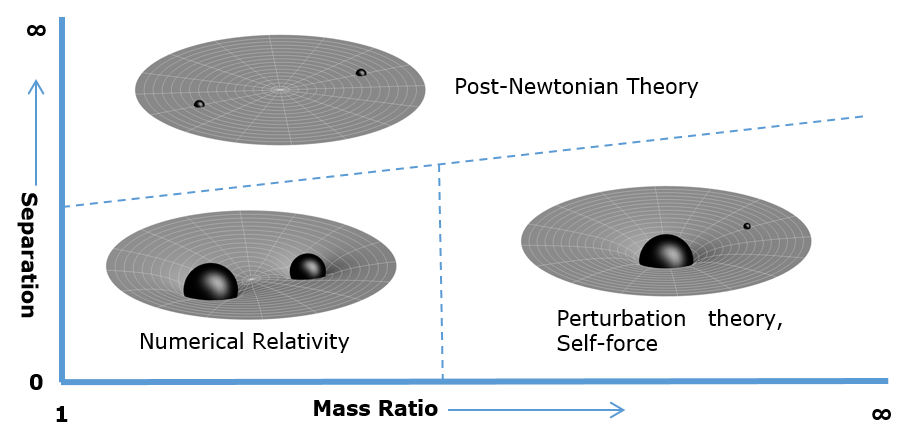
El esquema muestra la relación entre varias aproximaciones al modelo de EMRI.

Aunque la onda gravitacional más fuerte de los EMRIs puede ser distinguida con facilidad del ruido instrumental del detector de onda gravitacional, la mayoría de las señales serán enterradas profundamente en el ruido instrumental. Sin embargo, dado que una EMRI pasará por muchos ciclos de ondas gravitacionales (~105) antes de hacer la inmersión en el agujero negro supermasivo central, todavía debería ser posible extraer la señal usando un filtrado adaptado. En este proceso, la señal observada se compara con una plantilla de la señal esperada, amplificando componentes que son similares a la plantilla teórica. Para ser eficaz, esto requiere predicciones teóricas precisas para las formas de onda de las ondas gravitacionales producidas por una proporción de masa extrema inspiral. Esto, a su vez, requiere una modelización precisa de la trayectoria de EMRI.
Las ecuaciones de movimiento en relatividad general son notoriamente difíciles de resolver de forma analítica. Por consiguiente, es necesario utilizar algún tipo de sistema de aproximación. Las EMRI son muy adecuadas para esto, ya que la masa del objeto compacto es mucho menor que la del agujero negro supermasivo central. Esto permite que sea ignorado o tratado de manera perturbativa.

### Problemas con los enfoques tradicionales de modelos binarios

#### Expansión post-newtoniana
Un enfoque común es expandir las ecuaciones de movimiento de un objeto en términos de su velocidad dividida por la velocidad de la luz, v/c. Esta aproximación es muy efectiva si la velocidad es muy pequeña, pero se vuelve bastante inexacta si v/c es mayor a 0,3 aprox. En los sistemas binarios de masa comparable, este límite no se alcanza hasta los últimos ciclos de la órbita. Sin embargo, los EMRIs pasan sus últimos mil o un millón de ciclos en este régimen, haciendo de la expansión post-Newtoniana una herramienta inapropiada.

#### Relatividad numérica
Otro enfoque es resolver completamente las ecuaciones de movimiento de forma numérica. La naturaleza no lineal de la teoría hace que esto sea muy desafiante, pero se ha logrado un éxito significativo en el modelado numérico de la fase final de los inspirales binarios de masa comparable. El gran número de ciclos de un EMRI hace que el enfoque puramente numérico sea demasiado costoso en términos de tiempo de cálculo.

### Fuerza gravitacional propia
El gran valor de la proporción de masas en un EMRI abre otra vía de aproximación: la expansión en uno sobre la proporción de masas. En orden zeroth, la trayectoria del objeto más ligero será una geodésica en el espacio-tiempo de Kerr generada por el agujero negro supermasivo. Las correcciones en cuanto a la masa finita del objeto más ligero pueden entonces incluirse, de forma ordenada en la proporción de masas, como una fuerza efectiva sobre el objeto. Esta fuerza efectiva se conoce como fuerza gravitacional propia.
Cerca de la última década, se ha progresado mucho en cuanto a calcular la fuerza gravitacional propia para los EMRI. Se dispone de códigos numéricos para calcularla en cualquier órbita ligada alrededor de un agujero negro no giratorio (Schwarzschild) y se ha realizado progresos significativos en el cálculo de la fuerza gravitacional propia alrededor de un agujero negro giratorio.